# التجارة في إقليم البحرين

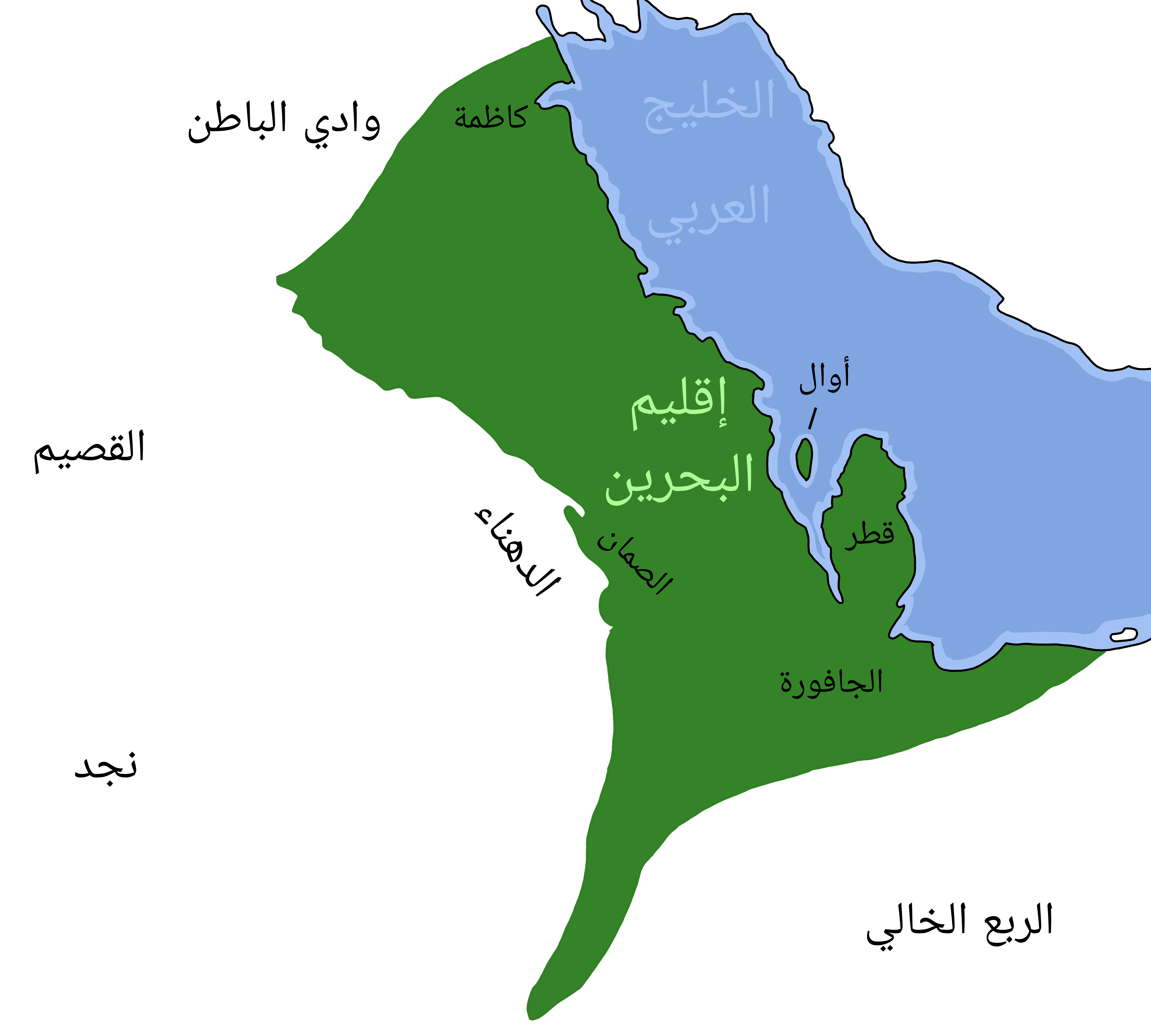
خريطة إقليم البحرين.

التجارة في إقليم البحرين تعتبر جزء أساسي من تاريخ المنطقة وثقافتها حيث لعبت دور محوري في تطوير الاقتصاد المحلي وتعزيز الروابط التجارية مع الدول المجاورة. منذ العصور القديمة اشتهر إقليم البحرين بموقعها الاستراتيجي كحلقة وصل بين الشرق والغرب مما جعلها مركز حيوي للتجارة البحرية والتبادل الثقافي.
عرفت البحرين بتجارة اللؤلؤ والتوابل بالإضافة إلى المنتجات الزراعية والصناعات التقليدية. كما أسهمت العلاقات التجارية داخليا وخارجيا في إثراء التنوع الاقتصادي والاجتماعي في الإقليم.

## المقدمة
تعتمد الحياة الاقتصادية في أي بلد من البلدان بالدرجة الأساس على النشاط الاقتصادي نظرا لما له دور كبير في سد حاجات ونفقات الدولة لذلك لعبت البحرين دورا كبيرا في عمليات التبادل التجاري سواء في الداخل أو الخارج ومهما يكن من أمر فإن الزراعة في البحرين تأتي في مقدمة الأنشطة الاقتصادية لما لها من دور كبير في سد احتياجات أهل البحرين وباعتبارها أهم مورد غذائي لهم وكانت هذه الزراعة تحتاج إلى الأيدي العاملة وإلى المياه والأراضي الخصبة لنجاح العمليات الزراعية ومما ساعد على توافر تلك الاحتياجات هو أن البحرين يوجد فيها أراضي واسعة باعتبارها بلد صحراوي وأغلب أراضيه خصبة وملائمة للزراعة فضلا عن توفر مياه الآبار والعيون العذبة هذا إلى جانب اتجاه أغلب السكان إلى الاعتماد على جهودهم المبذولة في الزراعة وتوجههم نحوها وجراء ذلك استطاعت البحرين أن تغطي كافة احتياجات المنطقة من المحاصيل الزراعية كالحنطة والشعير فضلا عن كثرة بساتين النخيل والفواكه التي كان لها دور كبير في التجارة نتيجة كثرتها وكثافتها حتى أنهم أخذوا نتيجة هذه الكثرة والفائض منه إلى الاتجار به مع المناطق المجاورة وقد أدت هذه المصادر إلى انجاح الزراعة في البحرين وخاصة النخيل.

## التجارة في البحرين

### التجارة الداخلية
كانت بلاد البحرين مزدهرة بالنشاط الاقتصادي منذ قديم الزمان ولعل من أهم الأسباب التي أدت إلى نجاح التجارة في البحرين هي:
- موقعها الجغرافي: يعتبر موقعها الجغرافي من الأسباب الرئيسية التي لها الدور الكبير في نشاط التجارة في البحرين فضلا عن وقوعها على ساحل الخليج العربي الغربي ولها اتصال مع مناطق الخليج العربي فضلا عن كثرة موانئها التي أصبحت محطات ترفأ اليها السفن وكانت هذه الموانئ مهمة بالنسبة لبلاد البحرين لأنها ساعدت البحرين على الاتصال بالعالم الخارجي عن طريق البحر كما أنها كانت مشهورة بكثرة الثروات المجلوبة من جوف البحار كاللؤلؤ والأسماك.
- الانتاج المحلي: عرفت البحرين منذ قديم الزمان بكثرة الزراعة المحاصيل الزراعية وخاصة بساتين النخيل التي احتلت الصدارة أراضي البحرين بزراعتها ونتيجة وفرتها وصل بهم الأمر إلى أن يتاجرون به ويصدرونه إلى البلدان المجاورة وإلى جانب الزراعة كانت الصناعة في البحرين لها دور كبير في تنشيط التجارة وخاصة صناعة الأنسجة المحلية وكانت هذه الأنسجة تنسب إلى المكان الذي تنسج فيه كالثياب الهجرية والقطرية وكانت تباع على العرب وبذلك فإن ازدهار الزراعة والصناعة قد ساعد على التوجه نحو التجارة إلى خارج حدود الإقليم.
- الرخاء: إن رضوخ البحرين لأوامر النبي محمد صلى الله عليه وسلم للدخول في طاعة الدولة العربية الإسلامية جعل الناس مطمئنين على كافة ممتلكاتهم لذلك عندما فتح المسلمون البحرين دون قتال وجعلها آمنة مطمئنة ساعد ذلك على الاستقرار حتى بعد أن فتحت البحرين وذكر أن النبي محمد صلى الله عليه وسلم عندما بعث العلاء بن الحضرمي واليا على البحرين أتاه بمال بلغ ثمانين ألفا ولم يأتيه أكثر منه قبل وبعد، وكان ممن بعثهم العلاء ليأتي بجزية البحرين هو أبا عبيدة فأتاه بمال كثير من البحرين وصالح أهلها النبي محمد صلى الله عليه وسلم، إلا أن خراج البحرين في عهد الخليفة الراشدي عمر بن الخطاب ازداد حتى بلغ خمس مئة ألف درهم.

## أنواع التجارة

### التجارة الداخلية
إن التجارة الداخلية في بلاد البحرين كانت مزدهرة نتيجة توفر العديد من المنتجات في أسواقها منها الزراعية مثل الحبوب كالحنطة والشعير والتمور والقطن والكروم وغيرها فضلا عن ازدهار الصناعة وخاصة صناعة السفن وغيرها وذلك أدى إلى إقبال قبائل البحرين في البادية الى التبضع داخل البحرين بكل ما يحتاجونه من مأكل او ملبس كما ان بلاد البحرين كانت مركزا لتواجد التجار للتبضع وكان هؤلاء التجار يأتون من مناطق شبه الجزيرة العربية وكانوا يتاجرون في اسواقها من كل سنة لذلك اشتهرت البحرين بوجود عدد من الاسواق الداخلية أهمها:

#### سوق هجر
اشار الهمداني الى ان سوق هجر هو من الاسواق المشهورة في البحرين وهو من اسواق العرب القديمة. وكان التجار ينتقلون اليها في شهر ربيع الآخر من كل سنة ويتبايعون فيها يأخذون ما يحتاجونه ويبيعون ما عندهم ومنه المثل "كمبضع التمر الى هجر" كما جاء في الحديث عن قول عمر بن الخطاب: "عجبت لتاجر هجر"، وكانت سوق هجر تعتبر من اسواق البحرين العظمى التي كان عرب البحرين يجوبونها للتبضع وخاصة بني محارب من عبد القيس وكانت هذه السوق لهم، وكان يتولى امر التجار والتجارة داخل بلاد البحرين في سوق هجر المنذر بن ساوى الذي كان يتولى امرهم، واشار اليعقوبي عن ذلك السوق قائلا: "يأتيها الناس من المسلمين للتجارات"، وان هذه السوق كانت اكثر ما عرفت به بالمنتجات هو التمر نتيجة كثرته في البلاد وقد اشار ابن حوقل الى ذلك قائلا: "والبحرين في ناحية نجد واكبر اعمالها ومدنها هجر وهي أكثر تمورا..."، وفيها يقول المقدسي: "هجر كبيرة كثيرة النخيل"، وسوق هجر لم يقتصر على البضائع والسلع داخل البحرين فقط بل كان هذا السوق يقتصر على ما يجاوره من القرى والقبائل وكان العرب يهبطون في هذه السوق وكانت بلاد الهند وفارس تأتى للتجارة فيها وكانت هذه السوق مكانتها أكبر من مكانة سوق دومة الجندل لأنهم يجدون فيها اصنافا مختلفة من التجارات، عكس دومة الجندل التي لا يجدون فيها ذلك، وكان يباع في هذه السوق الحبوب كالحنطة والشعير فضلا عن الارز الذي اشتهرت به هذه السوق والخضار والفواكه وكان اهل البحرين يصدرون الفائض منه من هذه السوق الى مناطق شبه الجزيرة العربية.

#### سوق المشقر
سوق المشقر من الأسواق المشهورة في البحرين، ويقع في مدينة هجر، وقد اشار الهمداني الى المشقر قائلا: "المشقر بالبحرين نحو هجر"، يتبايع عليه العرب من مختلف المناطق، وتقوم هذه السوق في اول ايام جمادى الآخرة الى اخر الشهر وكان الفرس يأتون ببياعاتهم الى المشقر عن طريق البحر وكانت قبائل عبد القيس وقبائل تميم مجاورين لهذه السوق وكانوا هم من يشرفون على هذه السوق ويصنعون فيها ويسيرون فيها بسيرة الملوك بدومة الجندل وكان المنذر بن ساوى هو من يعشر من يومها من قبائل العرب والفرس ومن كان يؤمها من التجار يتخفون بقريش لأنها لا تؤتي الا في بلاد مضر اما بيعهم فيها فكانوا يستخدمون طريقة الملامسة، والهمهمة، وكان يوجد فيها الميرة (المؤن)، كان ممن يتحكم في سوق المشقر سواء بتجاراته او بأهله هو كسرى ملك الفرس وكانت المعروضات التجارية التي يؤتى بها الى هذه السوق لا تتعدى التمور والزبيب والزيوت والسمن والأدم والورس والغالية والبرود وبعض الحيوانات كالماشية والانعام والخيول وفي بعض الاحيان القردة وكان ينزل هذه السوق اخلاطا من العرب وتقوم هذه السوق في غير الشهر الحرام وفي ذلك دلالة واضحة على ان الفرس هم من يتحكمون ويسيطرون على سوق المشقر في البحرين.

#### سوق دارين
سوق دارين هي من الاسواق المشهورة قبل ظهور الاسلام ويقول ياقوت الحموي: "هي فرضة بالبحرين يجلب اليها المسك من الهند والنسبة اليها داري" ولشهرة هذا السوق فقد ورد ذكره عند الشعراء ومنهم الفرزدق فقال:
كأن تريكة من ماء مزن ... وداري الذكي من المدام
وكذلك يقول فيها:
فلما اجتمعنا في العلالي بيننا ... ذكي مسك اتى من اهل دارين تاجره
واشتهرت هذه السوق شهرة فائقة بتجارة العطور وصار العطار يعرف بالداري نسبة الى دارين، ويقول فيها الشاعر:
وفاح لنا من مسك دارين لنا سحرا ... نشر الخمائل الا انه نفس
وقد أشار البكري قائلا: "وهي مرفأ سفن الهند بأنواع الطيب فيقال مسك دارين وطيب دارين"، وليس بدارين طيب، وفيها يقول الشاعر:
فما فاز بالمسك الا فتى ... تیمم دارین او دارها
واذ تنم وشاة الطيب عنك فلا ... اراك حتى اداري مسك دارين
ويقول فيها الشاعر الجعدي:
فلجان من مسك دار ... ين وفلج من فلفل ضرم
وجاء في المثل: وكل دارين لعطره، وانشد فيها الشاعر شعرا فقال:
امسك دارين حياك النسيم به ... ام عنبر الشحر ام هذي البساتين
وكان عبد الله بن كثير مقرئ اهل مكة ابو معبد مولى عمرو بن عقمة الكناني اصله فارسي ويقال له الداري العطار نسبة الى عطر دارين وهذا الرجل عطارا من ابناء فارس الذين بعثهم كسرى الى صنعاء فطردوه الى الحبشة، ويقول ابن خلدون: "هي من بلاد البحرين وينسب اليها الطيب كما تنسب الرماح الى الخط"، وكانت سوق دارين مكان للتجار يجوبونها للتبضع وما يدل على ذلك هو ما ذكره احد الشعراء بقوله:
يمرون بالدهناء خفافا عيابهم ... ويخرجن من دارين بجر الحقائب
وذلك يوضح ان دارين من اسواق البحرين المشهورة وخاصة بالمسك حتى انهم كانوا يصدرونه الى الاماكن المجاورة للاقليم وصار العطار يعرف بالداري نسبة الى دارين.

#### سوق الخط
سوق الخط من اسواق البحرين المعروفة بصناعة الرماح وقد اشار الى ذلك الهمداني بقوله: "الخط في البحرين واليه تنسب الرماح الخطية"، وقيل الخط قرية بالبحرين وهي لعبد القيس وفيها الرماح الجياد وفيها يقول الشاعر عمرو بن شاس:
بأيديهم سمر شدائد متونها ... من الخط او هندية احدثت صقلا
وتقع في سيف البحرين ولا ينبت بالخط القنا ولكنه مرسى سفن القنا، ويقول الزمخشري: "الخط فرضة بالبحرين ترفأ اليها السفن التي تجيئ من الهند"، ويقول ياقوت: "الخط هي ارض تنسب اليها الرماح .... وكانت قرى الخط في القطيف والعقير وقطر ... من المواضع التي كانت تجلب اليها الرماح القنا من الهند وتقوم فيها وتباع على العرب" وينسب اليها عيسى بن فاتك الخطي احد بني تيم الله بن ثعلبة وهو من الخوارج، وقد اشار الحربي الى الخط بقوله: "الخط فهي مدينة كانت بالبحرين على سيف البحر كانت تستورد منها السيوف الخطية"، ويقول فيها الشاعر:
وهل ينبت الخطي الا وشيجة ... وتغرس الا في منابتها النخل

#### سوق الأحساء
سوق الإحساء وهي من اسواق العرب القديمة وكان العرب يأتون اليها بتجاراتهم للتبضع وقد اشار المقدسي قائلا: "الاحساء على مرحلة من البحر ولهم شبه نبع متجر" وذلك يدل على ان الاحساء مكان تكثر فيه التجارات.
ويصف ناصر خسرو الاحساء قائلا: "وفي المدينة عيون ماء عظيمة تكفي كل منها لإدارة خمس أسواق" ويوضح ذلك ان المدينة فيها أكثر من سوق.
وكانت عمليات البيع والشراء تتم في سوق الاحساء بواسطة الرصاص من الزنابيل الا ان العملية هذه فقط تسري داخل حدود الاقليم وكانت الاحساء مشهورة بصناعة الثياب (الفوط) وعرفت هذه الثياب بجمالها حتى انهم اخذوا يصدرونها الى جزيرة العرب كما تباع في هذه السوق لحوم الحيوانات من القطط والكلاب والحمير والبقر والخراف وكانت العادة في هذه السوق ان توضع رؤوس الحيوانات امام لحمها لكي يعرف مشتري اللحم ماذا يشتري وكذلك جرت العادة في الحسا خاصة في عهد القرامطة انهم كانوا يقومون بتسمين الكلاب والخراف كي لا تستطيع ان تمشي ومن ثم يقومون بذبحها وبيع لحومها كما ان التمور كانت تباع في هذه السوق نتيجة كثرتها في بعض الاحيان أكثر من الف بدينار واحد، وقد وصف الادريسي الاحساء فقال: "فأما الاحساء فهي مدينة على البحر الفارسي تقابل اوال وهي بلاد القرامطة وهي مدينة حسنة لكنها صغيرة وبها اسواق تقوم بها في تصرفها"، واول من عمرها القرامطة، ويكثر في اسواقها الحناء والقطن بالإضافة الى الخمور التي تنبذ من التمر، وقد اشار الهمداني بقوله: "فالإحساء منازل ودور لبني تميم وكان سوقها على كثيب يسمى الجرعاء تتبايع عليه العرب"، والجرعاء من قرى البحرين.
كما عرفت البحرين بعدد من الاسواق الصغيرة منها الخرصان هي من قرى البحرين اختصت ببيع الرماح ونسبت اليها كما نسبت الرماح الخطية الى مدينة الخط ومعنى الخرصان الرمح اللطيف وكانت هذه الرماح تصقل بالبحرين ومن ثم تباع على العرب.

#### سوق القطيف
سوق القطيف من اسواق البحرين والعرب وكان يباع فيها الرقيق. يتضح من ذلك ان البحرين قبل الاسلام كانت عامرة بالأسواق الكبيرة والصغيرة واغلب هذه الاسواق كان يتحكم فيها الفرس وبعضها كان يتحكم فيها القرامطة وبعضها يتحكم فيها قبائل البحرين وكان يعرض فيها البضائع الموجودة لديهم فضلا عن ما يشترونه من التجار الوافدين من مختلف المناطق الى البحرين عن طريق البحار ويشترون ما يفيدهم.

#### التجارة مع البادية
كان البدو معتادين على حياة الصحراء وكانوا يفضلونها على حياة الحضر سوى ما يحتاجونه من مأكل وملبس مما يدفعهم ذلك الى اللجوء الى داخل البحرين لجلب الميرة على اعتبار ان البحرين هي مركز التجارة لذلك كان من بين قبائل عرب البادية الذين كانوا يأتون للتسوق هم من بني تميم وجاءوا الى مدينة هجر للميرة، كما اتى رجلان من بني ضبة ويربوع الى سوق هجر لجلب المير، وذلك كان يعود بفائدة كبيرة لأسواق البحرين التي اصبحت مركزا لتجارة البوادي من كافة احتياجاتهم وكانت الانشطة الاقتصادية تعتمد على الأموال.

### التجارة الخارجية

#### التجارة مع شبه الجزيرة العربية

##### التجارة مع اليمامة
نتيجة موقع البحرين الجغرافي القريب من اليمامة فقد كانت هناك ارتباطات تجارية ما بين البحرين واليمامة وكانت تربط كلا الطرفين طرق تجارية قدرت مسافتها بنحو عشرة ايام وما يؤكد ذلك هو ما ذكره ابن الفقيه عندما تحدث عن المسافة التي تربط ما بين المنطقتين فقال: "بين البحرين واليمامة مسيرة عشرة أيام"، الا ان ابا الفداء ذكر ان المسافة فيما بين الحسا واليمامة بنحو مسيرة اربعة أيام"، وقد وصف صاحب كتاب الاعلاق النفيسة طريق البحرين - اليمامة فيقول: "تخرج من البحرين الى اليمامة ومن اليمامة الى الضرية ومن الضرية الى مكة ... وحدود البحرين متصلة مما يلي المغرب ببلاد اليمامة وبلاد اليمامة شرقها متصلة بحدود البحرين ذات اليمين وغربها يفضي الى مكة"، كما كان هناك طرق اخرى تربط كلا الطرفين ومنها الطريق الذي يربط الشام ضمن محطات مع الخليج العربي لذلك يقول المقدسي: "هو يمتد الى الحجاز ثم يخرج الى اليمامة ثم الى عمان وهجر ثم الى البصرة ثم الى بغداد ثم يصعد الى ميسرة الموصل ثم الى الرقة".
كما ان هناك طريق يربط ما بين البحرين وبين اليمامة وهو طريق يبرين وقد اشار الى ذلك الطريق الهمداني قائلا: "وما بين يبرين وبين البحر الرمال ولها طريق الى اليمامة والى البحرين في رمل وهي ارض منقطعة بين الرمال وهي ذات نخل كثير من الصفري والبرني وبعض الزروع ... وساكنها من لخوم العرب ..."، وكانت تربط الاقليمين عمليات تجارية سبقت ظهور الاسلام، وما يؤكد ذلك هو ورود اسم اليمامة متلاصقا دوما باسم اقليم البحرين في أكثر من موضع، وهذا نتج عن مجاورة الاقليمين مع بعض وقربهما مما سهل القيام بالعمليات التجارية فيما بينهم وتبضع كل طرف من اسواق الطرف الآخر.
وكانت اليمامة تستورد من البحرين الانسجة وما يدل على ذلك هو ان النبي محمد صلى الله عليه وسلم عندما بعث سليط بن عمرو العامري الى اليمامة ليدعوهم الى الاسلام حيث اهدي اليه كساء من اثواب هجر، وكان تمر البحرين من اجود انواع التمور لدى اهل اليمامة وكانوا يتاجرون به مع اهل الخرج في وادي اليمامة وكانت عملية الشراء فيما بين البحرين واليمامة بواسطة المبادلة وكان اهل اليمامة يأخذون من تمر البحرين راحلتين مقابل اعطائهم راحلة واحدة من الحنطة، وفي ذلك دلالة واضحة الى ان عمليات البيع والشراء لم تكن تسري بالأموال كما ان استبدال اهل البحرين راحلتين من تمرهم براحلة واحدة من الحنطة هذا يعني ان البحرين قليلة الحبوب وخاصة الحنطة وذلك دفعهم الى ان يجلبوا منه الى البحرين.
كما ان القوافل التجارية كانت تأتي الى اقليم البحرين ويجلبون معهم الأديم من اليمامة بعد ان يحضر من اليمن الى فلج ومن ثم يباع على التجار في اليمامة ومنها الى الاحساء عن طريق اليمامة.

##### التجارة مع الحجاز
كانت البحرين والحجاز تربطهما صلات تجارية منذ اقدم الأزمنة وحتى بعد ظهور الاسلام وكان من بين الطرق التي تربط الاقليمين هو ذلك الطريق الذي اشار اليه صاحب كتاب الاعلاق النفيسة بأنه يربط اقليم البحرين بمكة المكرمة من جهتها الغربية، وهذا الطريق يقدر بنحو خمسة عشر مرحلة من البحرين على شكل محطات وصولا الى الحجاز، وكانت تربط الاقليمين علاقات تجارية حيث كانت قبائل عبد القيس يصدرون الى الحجاز التمور، كما ان اهل مكة كانوا يشترون من البحرين الثياب مثل بز هجر وكذلك السراويل وذكر ان النبي محمد صلى الله عليه وسلم قد اشترى منها، وكانت القوافل التجارية في البحرين تصدر تمر الصفري من يبرين الى الحجاز في مكة عن طريق البحر لأنه عرف بصلابته ولا يصبر نوع اخر من التمور مثله في البحر، كما ان اهل البحرين كانوا يصدرون الى الحجاز الملاحف والفوط و القطن والعطور، التي كانت تصدر من مدينة دارين في البحرين الى بلاد الحجاز في مكة ويثرب ويعرف عندهم بالمسك الداري وكان لتجار البحرين جاليات كبيرة استقرت في الحجاز عرفوا ببيع العطور، وهؤلاء كانوا يجلبون العطور والطيوب من الهند الى دارين ومنها يصدر الى الحجاز. كما عرفت البحرين بإنتاج البرود التي كانت تنسج فيها وتسير القوافل التجارية محملة منها الى الحجاز وقد اشار ياقوت الى ان ابا موسى الاشعري قد كسا في كفارة اليمين عليه من ثياب البحرين لشخصين، كما أن بلاد البحرين كانت تصدر الى الحجاز من اللؤلؤ الجيد الذي كان عليه طلبا كبيرا في اسواقها كما ان الحجازيين كانوا يستوردون من البحرين الانسجة وخاصة أنسجة هجر فضلا عن الثياب القطرية التي اشتهرت في اسواقها كما ان القوافل التجارية في البحرين كانت عندما تجوب اسواق الحجاز لبيع حمولتها من الصادرات حيث كانت تجلب معها عند العودة الى البحرين ما ليس موجود عندهم كالزبيب الذي عرفت به الحجاز، كما لعب تجار الحجاز دور الوسيط في الموانئ البحرينية لنقل السلع والبضائع من البحرين الى سواحل البحر الأبيض المتوسط في اسواق غزة وخاصة البضائع التي كانت السفن الهندية تجلبها ليتم تفريغها في البحرين لأنها كانت تفضل موانئها لكي يقوم تجار الحجاز بتوزيعها على اسواق العرب، كانت بلاد الحجاز تصدر حب البان الى بلاد البحرين وقيل: هي حشيشة تنبت في بادية المدينة المنورة، وكانت البحرين تستورد من موانئ بلاد الحجاز واليمن الميرة (القمح) المجلوب من مصر.
وقد اشار البكري الى ان المدينة المنورة كان لها في البحر الاحمر ميناء يعرف بالجار وهذا الميناء كان عامرا بالتجارات حيث كان مقصد السفن ترفأ اليه لتفريغ بضائعها وكانت هذه السفن تأتي الى هذا الميناء من افريقيا ومن البحرين والصين، كما ان البحرين كانت تصدر الى الحجاز الثياب الجيدة المنسوجة في قطر وقد جاء في الأثر عن الخليفة عمر بن الخطاب انه رؤي وهو يمشي عليه ازار قطري مرقوع وروي ان الفضل بن دكين قال: حدثنا الحر بن جرموز عن ابيه قال: "رأيت عليا وهو يخرج من القصر وعليه قطريتان ازار الى نصف الساق ورداء مشمر قريب منه ومعه درة يمشي بها في الاسواق ويأمرهم بتقوى الله وحسن البيع ويقول اوفوا الكيل والميزان"، كما ان النبي محمد صلى الله عليه وسلم كان يتوشح بالثياب القطرية وزوجته أم المؤمنين عائشة كانت تلبس درع قطري سعره خمس دراهم، وكان للبحرين دورا كبيرا بالنسبة للعمليات التجارية في شبه الجزيرة العربية وكانت الطرق البرية التي تربطها مع مناطق شبه الجزيرة العربية سالكة ومؤمنه وفقا للأحلاف التي عقدها سادة قريش مع قبائل تميم كي لا تتعرض تجاراتهم الى الاخطار عند مرورها بأراضيهم، وذلك يوضح ان قبائل تميم هي التي كانت تدير شؤون اقليم البحرين في هذه الفترة.
وكانت هناك ارتباطات قوية بين قبائل تميم واهل عكاظ وخاصة في اسواقهم في السوق المعروف باسم سوق عكاظ الذي يعد من الاسواق المهمة والتي كانت مقصد قبائل قريش وذكر ان قبائل تميم هي من تقوم بالإشراف على سوق عكاظ وذلك بأمر الحكومة دون التعرض لهم.
من خلال ما سبق نعرف ان علاقات البحرين التجارية مع بلاد الحجاز مستمرة قبل الاسلام وبعده لذلك كانت البحرين تصدر اليهم التمر والانسجة وخاصة الهجرية والقطرية التي عرفت بجودتها وكانت البحرين تجلب من الحجاز كميات كبيرة من الزبيب وعند العودة يعرض في الاسواق الداخلية لبيعه.

##### التجارة مع عمان
كانت البحرين بحكم قربها من عمان ساعد هذا على استمرار الانشطة الاقتصادية فيما بين الطرفين وخاصة التجارة الا ان الطرق البرية فيما بين الاقليمين كانت صعبة المسلك مما دفع التجار الى ان يسلكوا طريق البحر وهذا ما اكده البكري عندما تحدث عن ذلك الطريق واشار الى انه فيما بين البحرين وعمان طريق استولت عليه الرمال وانقطع فلا يوصل من عمان اليها الا في البحر، وربما ما قصده البكري هو طريق بينونة الصحراوي الذي عرف بصعوبة المسلك كما انه غير امن ومخوف، وكان من بين الصادرات التي تأتي من عمان الى البحرين هي معادن النحاس.

##### التجارة مع اليمن
كانت البحرين قبل الاسلام لها صلات تجارية مع اليمن وما يؤكد ذلك هو ما ذكره الحميري عن تطور تلك العلاقات فيما بين الطرفين بقوله: "وهي مدينة صغيرة اشتهر اسمها لأنها مرسى البحرين ومنها تسافر مراكب السند والهند والصين واليها يجلب متاع الصين ..."، ومن ذلك يتضح ان سفن التجارة البحرينية قد جعلت البعض من مدن اليمن التي تقع على الساحل مرسى لسفنهم.
وكانت اليمن ترتبط مع جزيرة العرب بعدد من الطرق البحرية وهذه الطرق تبدأ من قنا، ويمر بعدة موانئ منها الشحر، وظفار، وصحار، ومنها الى ميناء الاحساء ثم الى الابلة، وكانت القوافل التجارية تصدر التمور الى عدن فضلا عن العطور التي اشتهرت بها مدينة دارين وكذلك الرماح التي كانت تثقف في مدينة الخط، وكان تجار البحرين يجلبون من موانئ اليمن التي ترفد فيها سفن الهند والسند والصين الكثير من البضائع والسلع ولعب هؤلاء التجار دور الوسيط وكان من بين السلع التي نقلوها الى البحرين عن طريق البحر هي الحديد والمسك والعود والفلفل والنارجيل والدارسين والابنوس والذبل والكافور والجوز والقرنفل وانياب الفيلة والرصاص القلعي والقنا والخيزران، وكانت البحرين تستورد من اليمن العديد من السلع منها الاديم الذي كان يصل الى البحرين في الاحساء عن طريق اليمامة، والعصب والعقيق والرقيق، والبعض من الانسجة والعنبر والبغال والحمير، وكانت البحرين تصدر الى اليمن السمك وخاصة سمك الصويلح، وكانت هذه العلاقات التجارية بين البحرين واليمن تربطها منذ قديم الزمان وكانت سفن تجار البحرين تجوب موانئ اليمن كل اسبوع وكانوا يستوردون من بضائعهم وكانوا يقيمون بها وكانت مكاسبهم وافرة وتجاراتهم مربحة وعند العودة يقوم التجار بنصب اسواقهم على الشواطئ ومعهم العبيد يساعدونهم في نقل البضائع منها الاقمشة والاسلحة ويخرج الناس للفرجة، واستورد تجار البحرين الورس من اليمن، وكذلك القصة لعمليات البناء، والسيوف اليمنية، التي كانت من اجود الانواع باليمن وكان تستورد منها العرب، كانت بلاد البحرين تصدر انواعا متعددة من جلود الحيوانات بلاد الجزيرة ومنها جزيرة قيس أو کیش، كما اشتهرت بلاد البحرين بتربية المواشي وخاصة الابل الجياد التي ربما كان اهل البحرين يصدرون منها الى خارج الاقليم كاليمن وغيرها والمنطقة التي اشتهرت بتربيتها هي مدينة قطر كما عرفت مدينة قطر.

#### التجارة مع الشام
وكانت القوافل التجارية تخرج من مناطق مختلفة من جزيرة العرب كحلب والشام للتجارة مع البحرين والخليج العربي وكان يجلب الى حلب الحرير والصوف والبردي والقماش وانواع الفرو والسنجاب والثعلب وسائر الوبر واجناس الرقيق ويباع فيها.

#### التجارة مع الأبلة
تعتبر الابلة من موانئ بلاد الرافدين (العراق) الرئيسية واصبح لها اهمية كبرى في عمليات التبادل التجاري مع مناطق شبه الجزيرة العربية وكانت سفن البحرين ترسوا في هذا الميناء ويذكر البلاذري ان الابلة هي فرضة البحرين وعمان والهند والصين، وعندما نشأت مدينة البصرة ادى ذلك الى تقليل اهمية الابلة التي اصبحت مركزا ثانويا لتجار البصرة فقط لذلك كانت البصرة هي المركز الرئيسي للتجارة والابلة مجرد ميناء عامر ترسوا فيه السفن وبقيت الابلة من مراكز التجارة البحرية حتى بعد ان تم حفر القناة الخاصة بها وكانت هذه القناة تربط ميناء الابلة بالبصرة وسبب انشاءها هو لكون فوهتها دوارة مما يؤدي ذلك الى منع دخول السفن والمراكب الكبيرة، ولم تكن طرق التجارة فيما بين البصرة والبحرين تعتمد على الطرق البحرية بل كانت القوافل التجارية تسلك طرقا برية للمتاجرة بين الاقليمين الا ان هذه الطرق كانت صعبة المسلك وشحيحة المياه وكانت هذه الطرق مقسمة على شكل مراحل من البصرة وصولا الى البحرين، ويبدو ان تلك الطرق كانت تقع في مناطق صحراوية ليست عامرة كثيرا وفيها مشقة لذلك كانت الطرق البحرية افضل للتجارة فيما بين البصرة والبحرين.
وما يؤكد ان تلك الطرق كانت صعبة المسلك هو الرحالة ناصر خسرو عندما زار الابلة وسلك هذا الطريق حيث قال: "حينما غادرنا الحسا الى البصرة كنا نجد الماء في بعض الجهات ولا نجده في اخرى"، وقد قدرت المسافة فيما بين هجر مدينة البحرين والبصرة مسيرة خمسة عشر يوما على الابل، كما ان هناك مدنا تربط فيما بين الاقليمين وهي مدينة كاظمة التي تقع على الساحل فيما بين البصرة والبحرين، وكانت التجارة عامرة فيما بين البلدين وقد اشار الحربي الى ان موانئ البحرين كانت مرسى سفن البصرة وخاصة ميناء العقير الذي قيل عنه هو فرضة البصرة، لذلك كان تجار العراق يستوردون من البحرين اللؤلؤ عندما يحين موسم صيده كون لؤلؤ البحرين عرف بجودته التي لا مثيل لها في جزيرة العرب، فضلا عن أن البصرة كانت تستورد المنسوجات التي عرفت بجمالها وخاصة الفوط الذي اشتهرت به مدينة الاحساء، كما ان تجار البحرين كانوا يصدرون المسك الداري الى البصرة، وفي عصر دلمون تحدثت بعض النصوص الى انه كان هناك تفاعل تجاري قائم ما بين بلاد الرافدين ودلمون مما ادى ذلك الى ان تصبح المنطقتين مزدهرة اقتصاديا وحضاريا وكانت البعض من النصوص تصف الفعاليات هذه بأنه كان هناك تجار عرفوا بأسم ( اليك - دلمون ) وهم ملاحين من بلاد الرافدين مهمتهم الابحار الى منطقة دلمون للتبادل التجاري، كما ان اهل البحرين كانوا يستوردون من العراق الحديد ويجلبونه الى البحرين ثم يصنعون منه احتياجاتهم سواء زراعية كالمناجل وغيرها فضلا عن الأسلحة.

### التجارة الخارجية

#### التجارة مع بلاد فارس
ان العلاقات التجارية ما بين البحرين وبلاد فارس كانت مستمرة خاصة ان البحرين كانت واقعة تحت حكم الساسانيين قبل ظهور الاسلام فضلا عن المجاميع التي سكنت البحرين من الأصول الفارسية كالمجوس وذكرت المصادر ان سوق المشقر هو احد اسواق البحرين التي كانت تتبايع عليه العرب والفرس الذين كانوا يقطعون البحر الى هذه السوق لتصريف ما عندهم من السلع، ذكر ان كسرى قد بعث بالميرة الى سوق المشقر، وكانت التجارة بين البلدين قائمة حيث كانت البحرين تستورد من فارس بعضا من المواد الغذائية والكمالية كما ان بلاد فارس كانت تستورد من البحرين بعضا من سلعها ومنتجاتها وما يؤكد ذلك هو ما ذكره البكري بقوله: "وميرة البحرين يجلب اليها من فارس ويجلب الى فارس منها التمر والدبس"، كما ان مدينة الخط في البحرين كانت تستورد من فارس الحديد، يتضح من ذلك ان تجار البحرين كانوا يستوردون الميرة من بلاد فارس ويصدرون الى فارس ثمر النخيل الذي عرف بكثرته في هجر وكانوا يصنعون منه الدبس.

#### التجارة مع الهند
ان علاقة البحرين مع الهند في الجانب التجاري قديمة تعود الى الألف الثالث قبل الميلاد وان هذه الحركات التجارية كانت قائمة وعامرة وبشكل مستمر وكانت البعض من موانئ البحرين مركزا ترسوا فيه سفن بلاد الهند القادمة الى الابلة والسفن التي تذهب من العراق الى بلاد الهند، وقد اختصت بعض مدن البحرين بتجارة المسك مع مناطق شبه الجزيرة العربية ومن هذه المدن هي مدينة دارين وكان هذا المسك يستورد من بلاد الهند حيث كان التجار الداريون يجلبونه منها الى دارين حتى سمي بالمسك الداري نسبة الى هذه المدينة، ويقول الاعشى في شعره عن مدينة دارين:
لها ارج في البيت عال كأنما ... الم به من تجر دارين اركب
وقال الجعدي فيها:
ألقى فيها فلجان من مسك دا ... رين وفلج من فلفل ضرم
وهذه المدينة (دارين) فيها ميناء على البحر وبينها وبين الساحل مسيرة يوم وليلة للسفر في البحر، كما ان مدينة الخط في البحرين كانت مشهورة بالرماح التي كانت تجلب من بلاد الهند، وتسمى (الرماح القنا) وهذه الرماح كانت تثقف وتقوم في مدينة الخط ومن ثم تباع للعرب، وكانت المناطق التي عرفت بهذه الرماح هي القطيف والعقير وقطر والخط، وكانت مدينة الخط فيها ميناء ترسو فيه سفن الهند، كما كانت تستورد من الهند جلود النمور والياقوت الاحمر والصندل الابيض والابنوس وجوز الهند، وتعتبر هذه الرماح من اجود الانواع التي اشتهرت بها البحرين، فضلا عن ما كان يستورده تجار البحرين من الاخشاب التي عرفت باسم خشب الساج من الهند وكان يتم جلبها الى ميناء الخط ويعتبر هذا الخشب من اجود انواع الاخشاب وكان عرب البحرين يستخدمونه في صناعة السفن الكبيرة لكونه اتصف بقوته المقاومة للمياه ولمخاطر الانواء الجوية كالعواصف والرياح وغيرها وكان من اسباب استيرادهم هذا الخشب هو لعدم وجود مثل هذه الاخشاب في البحرين وشبه الجزيرة العربية وكان هذا الخشب يستخدم في بناء السفن والمراكب والاماكن المخصصة للعبادة وكذلك القصور بينما تجار البحرين كانوا يصدرون الى الهند التمور، اما موانئ الهند التي كانت مرسى لسفن البحرين لتصريف بضاعتهم فيها هو الميناء الذي عرف باسم الديبل. وكان من صادرات الهند الى البحرين وشبه الجزيرة العربية هي العود والصندل والكافور والقرنفل والنارجيل والثياب المتخذة من الحشيش والثياب القطنية المخملة والفيلة، كما كان تجار البحرين يستوردون من الهند خوص يعرف بالمقل وهو شجر يكثر في الهند ويشبه النخيل في اسفله الى اعلاه وله سعف اخضر مغشي عليه ونواة مقشر بغير لحاء وتتخذ منه جلال التمر وهي كثيرة السعف، وكذلك استوردت من الهند الفلفل، كما صدر تجار البحرين الى الهند سمك الكنعد.

#### التجارة مع الصين
كانت البحرين تربطها علاقات تجارية مع الصين منذ القدم لذلك كانت موانئ البحرين وشبه الجزيرة العربية مرسى لسفن الصين التي كانت تجوب مياه العرب للمتاجرة معهم، وما يؤكد هذه الارتباطات تلك هي النقود التي اكتشفت قديما في صحراء البحرين فضلا عن ما عثر عليه من عملات نقدية يوجد عليها بعض الكتابات التي لم يفك طلاسيمها لكن ذلك يؤكد ان البحرين كانت مرتبطة تجاريا مع الصين وكانت تتمتع بمركزها الاقتصادي الهام منذ القدم، وكانت سفن بلاد الصين تدخل الى موانئ الخليج العربي ومنها تأتي الى عمان ومنها الى سواحل البحرين والى ميناء الابلة، وفي الصين مرفأ عظيم يطلق عليه اسم خانقوا الذي يقع على نهر عذب وقد عقد على هذا المرفأ الجسور ويقع على احد اطراف هذا المرفأ اسواق العرب والفرس ومن الجهة الأخرى فيه اسواق الصين التي كانت مقصد تجار العرب وبينها وبين البحر ايام ميسرة، وكانت الصين تصدر الى البحرين وشبه الجزيرة العربية الحرير والعود والمسك والفخار والسروج والدارصيني.

#### التجارة مع افريقيا
كان لتجار البحرين وعمان والحجاز علاقات تجارية مع بلاد الحبشة، وكانوا يستوردون منهم العبيد، وكان التجار يجلبون العبيد نتيجة ازدياد الحاجة لهم وكان بعضهم يستخدم في الصناعة وفي اعمال المنازل، وكذلك اقتصر استخدامهم في الزراعة، كما كانت تجلب من مصر القراطيس وخاصة الورق، كما كانت تستورد الثياب الديبقية من مصر، وسميت بالديبقية نسبة الى بلدة تقع ما بين الفرما والتنيس وقد اشارت المصادر الى ان القرامطة عندما نهبوا الحجر الاسود وضعوه بقطع من ثياب ديبقية في مدينة هجر الى ان تم اعادته بعد ان دفع لهم الاموال، وكانت بلاد البحرين معروفة بكثرة انتاج التمور مما يدفعهم الى التجارة به لذلك كانوا يصدرون التمر الى البلاد الافريقية نتيجة الحاجة لها لذلك كانت سفن التجار في الخليج العربي تصدر كميات كبيرة من التمور المجلوبة من البصرة ومن البحرين الى افريقيا وتحديدا في السودان لأن التمور تعتبر من المصادر الغذائية التي يعتمد عليها السكان وكان ساكني الشرق الأفريقي يفرحوا بمجيء سفن الخليج العربي اليهم وهي محملة بالبضائع ومنها التمور، وكانت تباع بأثمان رخيصة، واستوردت عظام السلاحف ليصنعوا منه ادوات الغوص منها غطاء الرأس لحماية اجسامهم عند الغوص وكذلك استوردوا العاج والقرفة، كما كانت البحرين تستورد المواد التي تدخل في صناعة العطور من بلاد الزنج منها العنبر.

## الخاتمة
إن البحرين كانت عامرة بالتجارة على الرغم من سيطرة بعض من القوى عليها كالقرامطة التي قلصت من استمرار التجارة إلا أنها عادت بمرور الوقت وأصبحت تجارة البحرين مزدهرة بسبب موقعها الجغرافي المتميز على سواحل الخليج العربي كما أنها تعد من المحطات التي تتوسط الطرق التي تمر بها السفن ذهابا وإيابا وقد أصبحت البحرين في صدر الإسلام من المناطق المهمة وعملت الدولة الاسلامية على الاهتمام بطرق مواصلاتها مع تلك البلاد فضلاً عن أنها سعت على القضاء الى القرصنة وقطاعي الطرق للحد من استمرار التجارة وجعلها مؤمنة، كما أن تجارة البحرين المحلية كانت مزدهرة ونشطة وكان سبب هذا النشاط هو أسواق البحرين التجارية هذا فضلاً عن أن التجارة الخارجية ليست بقليلة عن النشاط التجاري الداخلي إذ جعلت البحرين متصلة بشبكة من الطرق مع بلدان الخليج العربي والأقاليم الأخرى سواء بالطرق البرية أو البحرية، وبسبب توافر مقومات الحركة التجارية كالطرق ووفرة المنتجات المحلية في منطقة الخليج العربي من زراعية وحيوانية وصناعية وكذلك كثرة الأسواق المتعددة التي كان يزخر بها إقليم البحرين كل هذا ساعد على إقامة العلاقات التجارية مع العديد من بلدان ودول العالم.